# Castronno
Castronno es una localidad y comune italiana de la provincia de Varese, región de Lombardía, con 5.348 habitantes.

## Evolución demográfica
| Gráfica de evolución demográfica de Castronno entre 1861 y 2001 |
|                                                                 |
| Fuente ISTAT - elaboración gráfica de Wikipedia                 |